# اردوگاه کار اجباری ترزینشتات (فیلم)

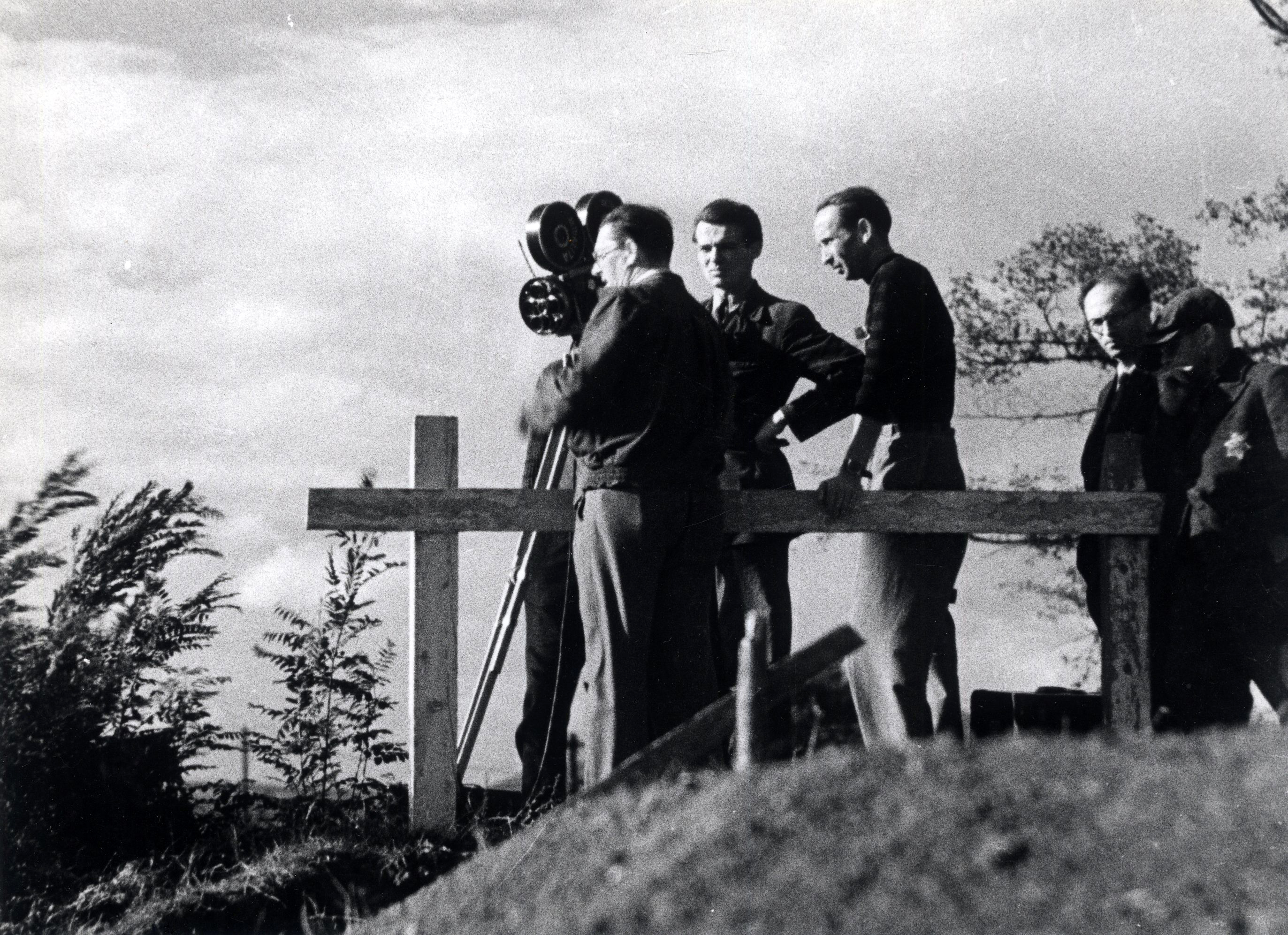
فیلمبرداری فیلم اردوگاه کار اجباری ترزینشتات

اردوگاه کار اجباری ترزینشتات (انگلیسی: Terezin: A Documentary Film from the Jewish Settlement Area) یک فیلم پروپاگاندا محصول آلمان نازی بود که در سال ۱۹۴۴ منتشر شد.
این فیلم برخلاف دیگر فیلم‌های تبلیغاتی نازی‌ها که تحت کنترل وزارت تبلیغات جوزف گوبلز بودند، یهودیان ظاهراً شاد و سالم را نمایش می‌داد، بخشی از یک برنامه بزرگ نازی‌ها بود تا از ترزین‌اشتات به عنوان ابزاری برای بی‌اعتبار کردن گزارش‌های نسل‌کشی یهودیان به کشورهای متحد غربی و کشورهای بی‌طرف استفاده کنند. با این حال، فیلم به صورت گسترده توزیع نشد و فرصتی برای اثرگذاری بر افکار عمومی پیدا نکرد.

## محتویات
شواهد حاکی از این است که فیلم حدود ۹۰ دقیقه، طول استاندارد، طول کشیده‌است، بازماندگان چنین بیاد می‌آورند که چه چیزی فیلمبرداری شده‌است، اما اینکه از کدام صحنه‌ها در نسخه نهایی استفاده شده‌است چیزی مشخص نیست. اگرچه فیلم کامل از بین رفت، اما یک سند باقی مانده از مرحله ویرایش، تمام سکانس‌هایی را که در نسخه نهایی ظاهر شدند، فهرست می‌کند.